# 伴野貞政
伴野 貞政（ともの さだまさ、生年不詳 - 元禄4年3月12日（1691年4月10日））は江戸時代の旗本。清和源氏小笠原氏流伴野氏。通称は主馬、九左衛門。妻は倉橋政長の娘、後妻は吉田氏。
祖父の伴野貞吉が武田氏遺臣として徳川氏に仕え、父の伴野貞朝は大坂の陣に供奉した。元和4年（1618年）に家督を相続し、同8年（1622年）に徳川忠長に附属させられるが、寛永10年12月（1634年1月）主家の改易に伴い、松平乗寿に預けられる。同13年12月10日（1637年1月）に赦免され御小姓に列し、同15年（1638年）武蔵国幡羅郡に300石を賜る。寛文3年（1663年）大番に移るが、同12年（1672年）に小普請に移る。元禄4年（1691年）に江戸で死去。法名は貞穏。駒込の大円寺に葬られた。
弟の伴野貞秀、伴野貞輝も旗本として別家を興した。子に貞継、貞重、貞皎、貞春、貞映、貞静らがいる。
　